# GX Возничего
GX Возничего (лат. GX Aurigae) — двойная затменная переменная звезда типа Беты Лиры (EB) в созвездии Возничего на расстоянии (вычисленном из значения параллакса) приблизительно 2237 световых лет (около 686 парсеков) от Солнца. Видимая звёздная величина звезды — от +12,2m до +11,5m. Орбитальный период — около 1,1433 суток.

## Характеристики
Первый компонент — белая звезда спектрального класса A. Радиус — около 3,61 солнечных, светимость — около 9,796 солнечных. Эффективная температура — около 5374 К.